# A Nightmare on Elm Street (1984)
A Nightmare on Elm Street is een Amerikaanse horrorfilm uit 1984 geregisseerd door Wes Craven. Het is het eerste deel van wat uitgroeide tot een filmreeks waarin het personage Freddy Krueger centraal staat, telkens gespeeld door Robert Englund (tot Jackie Earle Haley dat deed in de reboot uit 2010). De film werd geproduceerd met een budget van 1,8 miljoen dollar. De officiële reacties op A Nightmare on Elm Street waren wisselend, maar de titel zorgde samen met Halloween en Friday the 13th onder het grote publiek wel voor een piek in de populariteit van horrorfilms in de jaren 80.
De fim werd in 1985 genomineerd voor de Saturn Awards voor beste horrorfilm en beste jonge acteur (Jsu Garcia). In 2007 kwam daar een derde nominatie bij voor de beste dvd-uitgave van een klassieke film.

## Verhaal
In Springwood – een fictief plaatsje in de Amerikaanse staat Ohio – heeft de tiener Christina Gray een nachtmerrie over een man met een volledig verbrand gezicht die haar in een stookruimte achtervolgt en aanvalt. Hij draagt een rood-groene trui, een hoed en handschoenen en hij heeft lange, scherpe scheermessen in plaats van vingers. Ze schrikt verontrust wakker omdat de droom zo echt lijkt. Dan merkt ze tot haar verbijstering dat ze sneden in haar nachtjapon heeft, precies op dezelfde plekken waar de man haar in haar droom met zijn messen sneed.
De volgende dag hoort Tina dat haar beste vriendin Nancy Thompson precies dezelfde droom gehad heeft. 's Avonds houden de twee samen met Nancy's vriend Glen Lantz een logeerpartij om Tina gerust te stellen. Wanneer Tina's rebelse vriend Rod Lane langskomt, vertrekken de twee naar de slaapkamer. Tina valt in slaap en dezelfde droom keert terug, maar dan gebeurt er iets heel vreemds: terwijl ze in haar droom door de man wordt vermoord, vliegt ze in werkelijkheid uit haar bed tegen het plafond terwijl ze zware verwondingen oploopt. Even later ligt ze dood op de vloer, de kamer zit vol bloed. Rod wordt aangewezen als moordenaar aangezien hij zich als enige met haar in dezelfde ruimte bevond.
Nancy wordt intussen in haar dromen ook achtervolgd door de man, onder andere als ze in de klas in slaap valt. Met elke droom komt ze iets meer over hem te weten. Ze is nieuwsgierig en wil het mysterie oplossen, maar moet er tegelijkertijd voor zorgen dat ze zelf niet ook wordt vermoord. Ze bezoekt Rod in de gevangenis om te praten over de dood van Tina, Rod is immers de enige die het heeft zien gebeuren. Vervolgens wordt ook Rod 's nachts dood aangetroffen, gewurgd door de lakens van zijn bed in de cel. De politie denkt aan zelfmoord, maar Nancy is ervan overtuigd dat de man erachter zit. Nancy's moeder Marge brengt haar naar een kliniek als ze in de gaten krijgt dat Nancy geen nacht meer voldoende rust krijgt. Ze wordt hier opnieuw aangevallen en verwond aan haar arm, maar weet de hoed van de man de realiteit mee in te nemen. Er staat een naam in de hoed: Freddy Krueger. Nancy's moeder lijkt de hoed te kennen, het is duidelijk dat ze een geheim achterhoudt. 
Marge vertelt Nancy dat Fred Krueger een kindermoordenaar was die ten minste twintig kinderen uit de buurt heeft vermoord. Toen Krueger door een procedurefout vrijkwam, heeft Nancy's moeder samen met buurtbewoners en andere bange ouders het recht in eigen handen genomen. Ze hebben terwijl Krueger sliep de stookruimte waarheen hij was gevlucht helemaal volgegoten met olie en daarna in brand gestoken.
Nancy verzint nu samen met Glen een list om Krueger te vangen; ze probeert opnieuw over hem te dromen en zet intussen boobytraps klaar. Krueger is hen echter voor en vermoordt Glen in zijn bed. Dan schakelt Nancy de hulp in van haar vader, die politiechef is. Krueger slaagt erin eerst Nancy's kamer binnen te dringen en daarna die van haar ouders, waarna ook Marge is verdwenen. Nancy steekt Krueger als hij haar weer aanvalt in brand, maar hij blijkt hiertegen te kunnen. Door vol te houden dat Krueger enkel een verschijning in haar droom is, overwint ze uiteindelijk haar angst en haalt zo alle energie die Krueger nodig heeft om te bestaan weg. Dan is Krueger ineens weer in het niets verdwenen.
De volgende morgen lijkt het of er helemaal niets is gebeurd en alles echt maar een droom is geweest: iedereen die eerder in de film is vermoord blijkt gewoon te leven. Nancy stapt met haar vrienden in de auto, maar die rijdt dan plotseling vanzelf weg. Terwijl Marge haar dochter uitzwaait, wordt ze ogenschijnlijk door Krueger naar binnen getrokken.

## Rolverdeling
| Acteur             | Personage                 |
| ------------------ | ------------------------- |
| Robert Englund     | Freddy Krueger            |
| Heather Langenkamp | Nancy Thompson            |
| Amanda Wyss        | Tina Gray                 |
| Johnny Depp        | Glen Lantz                |
| Jsu Garcia         | Rod Lane (als Nick Corri) |
| John Saxon         | Donald Thompson           |
| Ronee Blakley      | Marge Thompson            |
| Charles Fleischer  | Dokter King               |
| Lin Shaye          | Lerares                   |

## Achtergrond
Bedenker Craven baseerde het personage Krueger op een angstaanjagende herinnering uit zijn eigen kindertijd. Als kind zag Craven naar eigen zeggen vanuit zijn slaapkamerraam een mismaakte man die boosaardig naar hem grijnsde en zei: ja, ik kijk naar jou. Even later was de man verdwenen. Oorspronkelijk zou Krueger een rood met geel gestreepte trui dragen. Later werd gekozen voor rood met groen omdat deze kleuren lastiger te combineren zijn voor het menselijk oog. David Warner zou eigenlijk de rol van Freddy Krueger op zich nemen, maar door een te druk schema ging dat niet door.
Het verhaal van de film zelf is gebaseerd op een aantal gevallen van kinderen in de VS die last hadden van hevige nachtmerries en waarvan een aantal om onopgehelderde redenen in hun slaap overleden. Toen horrorfilms als The Shining en Friday the 13th aan populariteit begonnen te winnen, gebruikte Craven deze herinnering als inspiratie voor een film. Het idee van Kruegers handschoen was van actrice Langenkamp. Craven had relatief weinig geld voor zijn idee, maar omdat hij een lowbudgetfilm zou maken was dat geen probleem. De opnames van de film vonden plaats in juni en juli 1984.

## Prijzen en nominaties
A Nightmare on Elm Street won twee prijzen op het Avoriaz Fantastic Film Festival
Prijzen (1985)
- De Critics Award (Wes Craven)
- Een Special Mention voor acteren (Heather Langenkamp)

Nominaties (1985)
- 2 Saturn Awards
  - Best Horror Film
  - Best Performance by a Younger Actor (Jsu Garcia)

Nominaties (2007)
- De Saturn Award voor Best DVD Classic Film Release

## Vervolgfilms
- A Nightmare on Elm Street 2: Freddy's Revenge (1985)
- A Nightmare on Elm Street 3: Dream Warriors (1987)
- A Nightmare on Elm Street 4: The Dream Master (1988)
- A Nightmare on Elm Street 5: The Dream Child (1989)
- Freddy's Dead: The Final Nightmare (1991)
- Wes Craven's New Nightmare (1994)
- Freddy vs. Jason (2003) – een combinatie met Jason Voorhees uit de Friday the 13th-reeks
- A Nightmare on Elm Street (2010) – een remake van het eerste deel, met enkele aanpassingen in de verhaallijn